# Struthiomimus
Struthiomimus (Struthiomimus altus, do latim "imitação de avestruz" numa referência à ordem struthioniformes) foi uma espécie de dinossauro omnívoro e bípede que viveu durante a segunda metade do período Cretáceo. Media em torno de 3,5 metros de comprimento, 2 metros de altura e pesava cerca de 150 quilogramas.
O Struthiomimus viveu na América do Norte e foi descoberto em Alberta, Canadá. O esqueleto encontrado no Canadá está praticamente completo, o que permitiu aos paleontólogos definir uma grande gama de características desse dinossauro, dentre as mais importantes estão a sua semelhança com o avestruz atual e o seu hábito alimentar onívoro que ía de ovos e frutas até insetos gigantes, típicos de sua época.

## Outras espécies
- Pelo menos mais duas espécies acredita-se pertencer ao gênero